# 84 (عدد)
84 (أربع وثمانون) هو عدد طبيعي يلي العدد 83 ويسبق العدد 85.